# Себастиан I (Ортенбург)
Себастиан I фон Ортенбург (на немски: Sebastian I Graf von Ortenburg) e управляващ граф на имперското графство Ортенбург от 1488 до 1490 г.

## Биография
Роден е през август 1434 година. Той е вторият син на граф Хайнрих V († 1449) и първата му съпруга Урсула Екер цу Залденбург († 1436).
Себастиан управлява графство Ортенбург първо заедно с по-големия му брат Георг II и през 1488 г. поема сам управлението. Той е известен храбър боец в рицарските турнири, между другото през 1481 г. в Хайделберг. Неговата смелост му носи името „Борецът“ („der Kämpfer“).
След боевете от 1467 до 1473 г. с император Фридрих III за наследството на графство Нойбург, през 1488 и 1489 г. Себастиан тръгва с императорската войска за Фландрия, за да освободи затворения в замъка от жителите на Брюге син на императора, крал Максимилиан I.
Той подобрява отношенията с херцозите на Бавария-Ландсхут. През 1466 г. Себастиан заедно с брат му Георг II става съветник на херцога. През 1475 г. Себастиан е поканен от херцог Лудвиг IX за сватбата на синът му Георг с принцеса Ядвига Ягелонка от Полша. Той седи на масата на младоженците. След това той става дворцов съдия.
На 6 ноември 1489 г. Себастиан получава официално графството от император Фридрих III. Себастиан I остава обаче на служба при баварските херцози. До 1490 г. той е херцогски дворцов съдия на Ландсхут. През есента същата година смъртноболен той се връща в Ортенбург. Умира там на 1 ноември 1490 г. в дворец Стар Ортенбург. Себастиан е погребан в капелата Св. Сикстус до катедралата на Пасау.
Негов последник като граф става племенникът му Волфганг I, син на Георг II.

## Фамилия
Себастиан I се жени през 1467 г. за Мария графиня цу Нойбург (от стар благороднически род от Долна Австрия) († след 8 май 1496), дъщеря наследничка на фрайхер Йохан фон Рорбах († 1467), от 1463 г. имперски граф на Нойбург, и Схоластика фон Вайспирах. Те имат децата:
- Улрих II († 7 март 1524), граф на Ортенбург, ∞ Вероника фон Айхберг († 1511), ∞ Барбара фон Щархемберг († 1519)
- Йохан II († 25 юли 1499, битката при Базел)
- Георг III († 7 май 1553 във Фрайзинг), домхер във Фрайзинг и Залцбург, домпропст на Фрайзинг и Св. Петър в Мадрон
- Зигмунд († 26 август 1547 в Залцбург), домдекан на Св. Георген, домпропст в Айхщет
- Маргарета († 23 февруари 1550), ∞ Файт фон Рехберг († 18 март 1543)
- Себастиан, умира млад
- Христоф I (* 1480, † 22 април 1551), граф на Ортенбург, ∞ Анна Холуб цу Матигхофен и Нойдек († 5 май 1525), ∞ Анна фрайин фон Фирмиан († 16 април 1543)
- Себастиан II (* пр. 1491, † 26 август 1559)
- Вилхелм († 12 март 1530 в Пасау), ∞ NN
- Евстах, умира млад
- Хелена († 25 март 1525), ∞ Вилхелм фон Паулсдорф
- NN, дъщеря, умира млада
- NN, дъщеря, умира млада

Той е прародител на Цита (1892 – 1989), последната австрийска императрица.